# خورشيد الديلمي
خورشيد الجستاني كان أميرًا جستانيًا، حكم الديلم لفترة وجيزة في عام 865. وكان خليفة والده فاهسودان أمير الديلم. وبعد توليه العرش مباشرة، وبسبب معارضته لسيده العلوي، عُزل على يد الحسن بن زيد، الذي عين بعد ذلك شقيقه جستن الثالث حاكمًا جديدًا للسلالة الجستانية.